# Semiophor
Semiophor (altgr. σημεῖον sēmeĩon, ‚Zeichen‘, ‚Signal‘ und φορός phorós ‚tragend‘) ist ein Fachbegriff aus der Semiotik. Das Wort bezeichnet allgemein alle Zeichenträger oder Artefakte, die als Träger einer Bedeutung fungieren. Der Begriff wurde 1986 von dem französisch-polnischen Historiker Krzysztof Pomian eingeführt. In der Museumskunde wird mit dem Begriff insbesondere die Eigenschaft eines ausgestellten Objekts als spezieller Zeichenträger betont, dessen Bedeutung erst durch den Museumskontext entsteht. So kann beispielsweise eine Truhe, die auf einem Bauernhof als Möbelstück zum Verwahren von Gegenständen verwendet wird, im Museum zu einem Zeichen für die jeweilige Volkskunst werden. Das Objekt wandelt seine Bedeutung und wird dann vom Alltagsgegenstand zum Semiophor. Es symbolisiert in dieser neuen Funktion Ideen einer Zeit oder bezeugt bestimmte, für eine Gesellschaft relevante Ereignisse (Resemiotisierung). Die ursprüngliche Bedeutung, z. B. als Möbelstück, verblasst hingegen (Desemiotisierung).
Semiophoren sind Dinge, deren Bedeutung nicht nur in ihrem materiellen Wert liegt, sondern in dem Zeugnis, das sie abgeben.